# Sergio Rodríguez
Sergio Rodríguez (Tenerife, Kanarski otoci, 12. lipnja 1986.) španjolski je profesionalni košarkaš. Igra na poziciji razigravača, a trenutačno je član španjolske momčadi Real Madrid. Izabran je u 1. krugu (27. ukupno) NBA drafta 2006. od strane Phoenix Sunsa. 

## Španjolska
Prije dolaska u NBA ligu, Rodriguez je igrao za španjolskog prvoligaša CB Estudiantes.

## NBA karijera
Izabran je kao 27. izbor NBA drafta 2006. od strane Phoenix Sunsa, ali je kasnije tog dana mijenjan i završio je u redovima Portland Trail Blazersa. 25. lipnja 2009. Rodriguez je mijenjan u Sacramento Kingse zajedno s 38. izborom NBA drafta 2009. za 31. izbor NBA drafta 2009. 18. veljače 2010. Rodriguez je mijenjan u New York Knickse kao dio velike zamjene u kojoj su sudjelovali tri momčadi.

## Povratak u Španjolsku
2. lipnja 2010. Rodriguez je, kao slobodan igrač, potpisao trogodišnji ugovor s Real Madridom.

## Španjolska reprezentacija
Na Europskom U-18 prvenstvu u Zaragozi 2004. godine, Rodriguez je prosječno postizao 19 poena, 4.6 skokova i 8.5 asistencija te je odveo momčad do osvajanja zlatne medalje i proglašen je najkorisnijim igračem natjecanja. Sa seniorskom reprezentacijom osvojio je zlato na Svjetskom prvenstvu u Japanu 2006. i srebro na Europskom prvenstvu u Španjolskoj 2007.

## NBA statistika

### Regularni dio
| Godina    | Klub       | Odig. uta. | Uta. poč. | Min. | 2P%  | 3P%  | Sl. bac.% | Skok. | Asist. | Ukr. lop. | Blok. | Poena |
| --------- | ---------- | ---------- | --------- | ---- | ---- | ---- | --------- | ----- | ------ | --------- | ----- | ----- |
| 2006./07. | Portland   | 67         | 1         | 12.9 | .423 | .282 | .808      | 1.4   | 3.3    | .5        | .0    | 3.7   |
| 2007./08. | Portland   | 72         | 0         | 8.7  | .352 | .293 | .658      | .8    | 1.7    | .3        | .0    | 2.5   |
| 2008./09. | Portland   | 80         | 13        | 15.3 | .392 | .325 | .792      | 1.6   | 3.6    | .7        | .0    | 4.5   |
| 2009./10. | Sacramento | 39         | 0         | 13.3 | .463 | .357 | .694      | 1.3   | 3.1    | .7        | .1    | 6.0   |
| 2009./10. | New York   | 27         | 8         | 19.7 | .491 | .347 | .806      | 1.4   | 3.4    | .8        | .1    | 7.4   |
| Ukupno    |            | 285        | 22        | 13.2 | .418 | .316 | .748      | 1.3   | 2.9    | .6        | .0    | 4.3   |

### Doigravanje
| Godina    | Klub     | Odig. uta. | Uta. poč. | Min. | 2P%  | 3P%  | Sl. bac.% | Skok. | Asist. | Ukr. lop. | Blok. | Poena |
| --------- | -------- | ---------- | --------- | ---- | ---- | ---- | --------- | ----- | ------ | --------- | ----- | ----- |
| 2008./09. | Portland | 5          | 0         | 5.4  | .333 | .000 | .000      | .6    | 1.4    | .0        | .2    | .8    |
| Ukupno    |          | 5          | 0         | 5.4  | .333 | .000 | .000      | .6    | 1.4    | .0        | .2    | .8    |

## Vanjske poveznice
- Profil na NBA.com
- Profil  Arhivirana inačica izvorne stranice od 4. svibnja 2009. (Wayback Machine) na Basketball-Reference.com